# Miroslav Karhan
Miroslav Karhan (né le 21 juin 1976 à Trnava) était un footballeur international slovaque évoluant au poste de milieu de terrain.

## En sélection nationale
Miroslav Karhan compte 107 sélections et 14 buts en équipe de Slovaquie entre 1995 et 2011.
Victime d'une tendinite, il déclare forfait pour la Coupe du monde 2010 en Afrique du Sud, alors qu'il figurait dans liste des pré-sélectionnés slovaques.

## Palmarès
- FC Spartak Trnava
  - Vainqueur de la Coupe de Slovaquie : 1998
  - Vainqueur de la Supercoupe de Slovaquie : 1998